# 2007年全美音樂獎
2007年全美音樂獎在2008年11月23日於洛杉磯諾基亞劇院（Nokia Theatre）舉行。典禮主持人為吉米·坎摩爾。

## 表演人
- 克里斯小子 (Featuring 提潘)
- 道奇樂團
- 杜蘭杜蘭
- 菲姬
- 席琳·狄翁
- 艾莉西亞·凱斯 (Featuring Junior Reid（英语：Junior Reid）、陛尼曼、Chaka Demus and Pliers（英语：Chaka Demus and Pliers）)
- 強納斯兄弟
- 艾薇兒
- 魔力紅
- 雷可福磊斯
- 蕾哈娜 (Featuring 尼歐)
- 妮可·舒辛格
- 威爾
- 瑪麗·布萊姬
- 甜園合唱團 (Featuring 碧昂絲)
- 皇后·拉蒂法
- 托比·凱斯
- 藍尼·克羅維茲

## 得獎名單

### Pop/搖滾類
最受歡迎男歌手
- 阿肯
- 提姆巴蘭
- 賈斯汀

最受歡迎女歌手
- 碧昂絲
- 菲姬
- 艾薇兒

最受歡迎樂團/組合/團體
- 聯合公園
- 魔力紅
- 五分錢合唱團

最受歡迎專輯
- 《道奇樂團同名專輯》（Daughtry）－道奇樂團（Daughtry）
- 《末日警鐘 毀滅·新生》－聯合公園
- 《愛 未來式》－賈斯汀

### 鄉村音樂類
最受歡迎男歌手
- 肯尼·薛士尼（Kenny Chesney）
- 托比·凱斯（Toby Keith）
- 凱斯·厄本

最受歡迎女歌手
- 卡麗·安德伍
- 費絲·希爾
- 葛蕾·威爾森（Gretchen Wilson）

最受歡迎樂團/組合/團體
- 布魯克斯與唐（Brooks & Dunn）
- 蒙哥馬利簡屈二重唱（Montgomery Gentry）
- 雷可福磊斯

最受歡迎專輯
- 《Let It Go》－提姆·麥克羅
- 《我的小混混》（Me And My Gang）－雷可福磊斯
- 《寂寞芳心》（Some Hearts）－卡麗·安德伍

### 靈魂樂/節奏藍調類
最受歡迎男歌手
- 阿肯
- 尼歐
- 提潘

最受歡迎女歌手
- 碧昂絲
- 范塔莎（Fantasia）
- 蕾哈娜

最受歡迎專輯
- 《B'Day》－碧昂絲
- 《調情樂章》（Double Up）－勞·凱利
- 《愛 未來式》－賈斯汀

### 饒舌/嘻哈類
最受歡迎男歌手
- 陽極
- T.I.
- 神奇小子

最受歡迎樂團/組合/團體
- 骨頭惡棍與和聲合唱團（Bone Thugs-n-Harmony）
- 絕妙瑞奇（Pretty Ricky）
- 商店男孩（Shop Boyz）

最受歡迎專輯
- 《力量與忠誠》（Strength & Loyalty）－骨頭惡棍與和聲合唱團
- 《啟示》（The Inspiration）－陽極
- 《真實自我》（T.I. vs. T.I.P.）－T.I.

### 成人抒情類
最受歡迎藝人
- 道奇樂團
- 約翰·梅爾
- 諾拉·瓊絲

### 另類音樂類
最受歡迎藝人
- 聯合公園
- 白線條樂團
- 我的另類羅曼史

### 拉丁音樂類
最受歡迎藝人
- 洋基老爹（Daddy Yankee）
- Juan Luis Guerra（英语：Juan Luis Guerra）
- 珍妮佛·羅培茲

### 福音音樂類
最受歡迎藝人
- Casting Crowns（英语：Casting Crowns）
- 杰里米·坎普
- 托比麥克（tobyMac）

### 其他獎項
最受歡迎突破藝人
- 道奇樂團
- 就是白樂團（Plain White T's）
- 羅賓·西克（Robin Thicke）

最受歡迎原聲帶
- 《歌舞青春2》
- 《髮膠明星夢》
- 《夢幻女郎》

T-Mobile Text-In Award
- 阿肯
- 道奇樂團
- 菲姬
- 諾拉·瓊絲
- 卡麗·安德伍

國際藝人獎
- 碧昂絲